# 내츄럴 시티
내츄럴시티는 2003년에 개봉한 대한민국의 영화이다. 이 영화에서 여주인공을 맡은 서린(리아 역)은 본 작품의 흥행 실패 이후 한동안 스크린을 떠났다. 한편 이 영화의 시대배경은 2080년이다.

## 캐스팅
- 유지태 : R 역
- 이재은 : 시온 역
- 윤찬 : 노마 역
- 서린 : 리아 역
- 고주희 : 아미 역
- 정은표 : 닥터 지로 역
- 정두홍 : 싸이퍼 역
- 신구 : 경무관 역
- 윤주상 : 청천 영감 역
- 엄춘배 : 노창식 박사 역
- 김을동 : 공방 역
- 은원재 : 양 역
- 김효선 : 딸기.린다 역
- 최은진 : 인트로사이보그 역
- 서준하 : 준하 역
- 민혜령 : 무요가 티켓팅 안내원 역
- 이영진 : 밀매상 역
- 알렉산드리아 : 무요가 광고모델 역
- 서양백 : 청천 웨이터 / 헬기 조종사 1 역
- 이진희 : 헬기 조종사 2 역
- 이정화 : 클럽 라이하 가면 댄서 6 역
- 문선희 (목소리 출연)
- 김지혜 (목소리 출연)
- 임채헌 (목소리 출연)
- 이규석 (목소리 출연)
- 장호비 (목소리 출연)
- 윤성혜 (목소리 출연)
- 이기형 : 지배인 역 (우정출연)
- 류태웅 : 뉴스앵커 역 (우정출연)
- 최광희 : 현장 리포터 역 (우정출연)
- 이영기 : 화장터 남자 역 (우정출연)
- 강성필 : 코우 역 (우정출연)

## 영화 속 이모저모

### 연표
- 1988년 2월: 인간게놈 연구계획 입안. 미국립보건원(NIH)내 인간게놈연구국 신설
- 1990년 8월: 인간게놈 연구계획(HGP) 발표
- 1994년 9월: 인간 유전자 지도(Genetic) 작성완료
- 1998년 9월: 인간게놈의 염기서열결정에 집중할 3차 5개년계획(1998~2003) 발표
- 2000년 6월: 인간유전자 염기서열 초안 완성 발표
- 2001년 2월: 인간게놈 지도 99% 완성!
- 2002년 12월: 클로네이드, 인류 최초 복제아기 탄생 발표!
- 2004년: 인간 게놈 프로젝트 완성. 전세계 157개국과 유엔인권위원회, 세계보건기구 등이 회원으로 가입하며 새롭게 탄생한 세계생명윤리위원회는 회원국 내에서의 인간복제와 관련된 일체의 실험과 연구를 금지시키는 법안 공표
- 2014년: 불법적인 인간복제 실험에 성공. 연구자는 실형에 처해졌으나, 이후 인간복제에 대한 불법적인 연구와 실험은 계속됨
- 2023년: 이상기온 현상으로 인해 세계적으로 200만명 이상의 사망자 기록
- 2038년: 복제한 인간의 배아를 급속 성장 시킬 수 있는 인큐베이터 시설에 대한 특허를 신청. 불법적인 연구였으나 특허신청만 기각됐을 뿐, 연구자는 무죄를 선고받음.
- 2041년: 지중해 일대와 남아메리카 지역에서 1차 대지진 발생. 북미와 아시아 지역에서 2차 대지진 발생. 세계적으로 2600만명의 사상자 발생. 각 국가의 위기관리 능력 상실
- 2046년: 인큐베이터를 통해 복제인간을 대량으로 생산해 낼 수 있는 기술 완성. 생명윤리위원회와 각 국가는 기술 확대를 막을 통제력 상실
- 2050년: 2041년~2050년의 10년간 미국, 캐나다, 멕시코, 일본, 중국 등이 여러 개의 도시국가로 분할되고 그 밖의 국가들 역시 대도시를 중심으로 대규모 자본과 결합한 새로운 지배권력이 탄생하면서 국가적인 통제능력 상실
- 2052년: 프랑스, 세계최초로 복제인간을 대량 생산해 낼 수 있는 제조동 설치. 자체적인 규제법안을 마련, 복제인간 생산에 돌입. 제조동을 통해 생산된 복제인간들 고유의 인간들과 철저하게 분리하며 관리.
- 2059년: 서울, 세계에서 두번째로 복제인간 제조회사인 '뉴로 컴바인사' 설립.
- 2062년: 서울의 도시 이름은 '메카라인 시티'로 변경. 과거의 경기도와 평안도 일부를 위성으로 포함하는 대규모 도시국가로 재탄생. 도시 내에는 자체의 치안과 방위를 담당하는 폴리스센터(MLPC- MECCA LINE POLICE CENTER)를 설치. 한국정부는 이를 승인하고 '메카라인 시티'와는 '연방'개념의 연합관계를 맺음..
- 2080년: 메카라인 시티

### 용어
- A.I.: 인공지능(Artificial Intelligence). 인간의 지능으로 할 수 있는 사고, 학습, 자기계발 등을 컴퓨터가 할 수 있도록 하는 방법을 연구하는 컴퓨터 공학 및 정보기술의 한 분야로서, 컴퓨터가 인간의 지능적인 행동을 모방할 수 있도록 하는 것. <내츄럴 시티>에서는 사이보그들의 머리 뒤쪽에 A.I.칩이 이식되어 있다.
- 사이보그: 인간의 DNA를 변형 복제한 AI를 이용해 대량으로 생산되는 복제인간. <내츄럴 시티>에서는 인간과 똑 같은 외모의 생체인간으로 그려지며, 유효기간이 만료되면 폐기신고 후 지정된 장소에서만 폐기처분 할 수 있다. 클럽의 쇼걸, 웨이터, 전투용 사이보그 등 인간이 기피하는 일을 대신하는 용도로 제작되었다. 폐기날짜가 가까워오면 입력된 기억들이 대거 소멸되는 조로증이 발생한다.
- 메카라인 시티: 경기도와 평안도 일부를 위성으로 포함하는 대규모 도시국가로 다시 태어난 2080년 신도시 서울의 새로운 이름.
- 뉴컴사: 뉴로 컴바인사. 프랑스에 이어 세계 두번째로 설립된 사이보그 대량 제조회사.
- MLPC: MECCA LINE POLICE CENTER의 약자. 메카라인 시티의 도시 내 자체 치안과 방위를 담당하는 폴리스 센터로 MP들이 소속되어 있다.
- M P: 폐기처분을 앞두고 지정된 용도 이외에 무단으로 이탈해 사회적으로 문제를 일으키는 폭주족 사이보그들을 제거하기 위해 구성된 MLPC 소속 특수경찰.
- 싸이퍼: 고정된 정체성이 없는 사물이나 인간을 뜻하는 단어 Cypher에서 유래. 인간을 대신해 전투에 참가하는 엄청난 괴력의 전투용 사이보그.
- 영혼더빙: 인간의 DNA를 이용한 복제를 뛰어넘어 영혼까지 복제할 수 있다는 가설에서 출발, 기억과 감정이 존재하는 인간의 영혼을 DNA가 일치하는 다른 의체에 똑같이 전이 시키는 기술. 폐기날짜가 가까워진 사이보그들 역시 조금이나마 수명을 연장하고 싶은 욕심으로 다른 의체에 A.I.를 이식하는 영혼더빙을 갈구한다.
- 영혼건 & 영혼반응: 사이보그와 인간을 구분하는 영혼의 유무를 판단하는 식별장치. 안경처럼 생긴 고글 모양으로 MP들이 사용한다. 영혼건을 쓰면 사이보그는 붉은 반응을, 인간은 푸른 반응을 나타내는데, 이를 영혼반응이라 한다.
- 무요가: 우주와 지구를 운행하는 미래 화물 여객 우주 왕복 셔틀 쉽. 우주 왕복 여객선.